# Donkere middeleeuwen

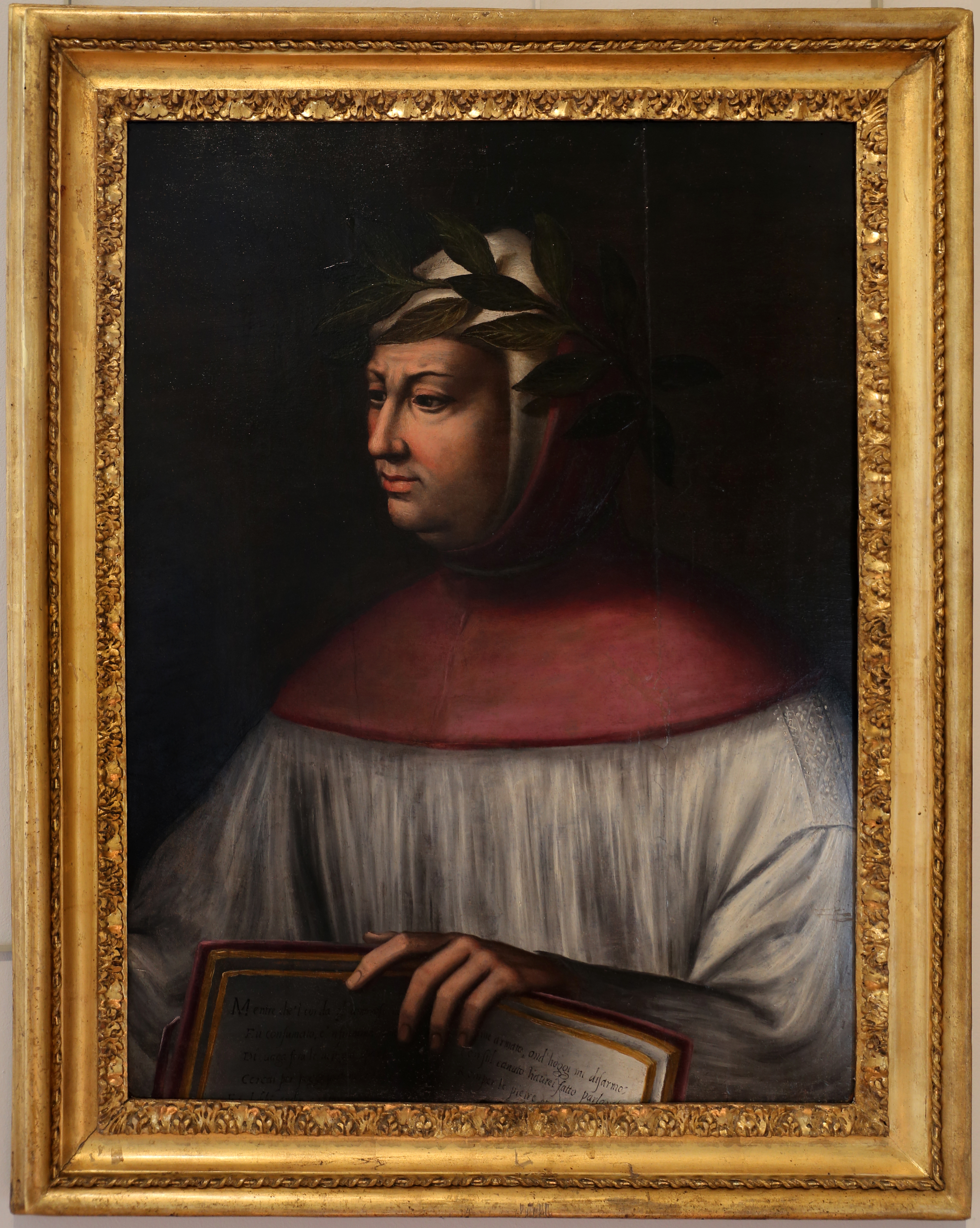
Petrarca introduceerde voor het eerst de term, portret door Giorgio Vasari.

De Donkere middeleeuwen is een term die gebruikt wordt om de vroege middeleeuwen of de middeleeuwen in zijn algemeenheid mee aan te duiden. Met deze term wordt verwezen naar het veronderstelde economische, intellectuele en culturele verval waar Europa in terechtkwam na de Val van het West-Romeinse Rijk.

## Oorsprong van het begrip
Het begrip de Donkere middeleeuwen werd geïntroduceerd door de Italiaanse renaissancedenker Francesco Petrarca. Volgens hem begonnen de middeleeuwen toen de barbaren Rome vernietigden omstreeks het jaar 400. De periode die daarop volgde was er een die in schaduwen (Latijn: tenebrae) was gehuld, wat zou aanhouden tot dat de Europeanen het oude Rome zouden herontdekken. Petrarca stelde deze tussentijd of de middeleeuwen gelijk aan duisternis en smerigheid. Deze associatie heeft zich vervolgens diep verankerd in het collectieve geheugen van Europa en heeft lange tijd de blik van de Europeanen op de middeleeuwen bepaald.
De ideeën van Petrarca kregen navolging in het Verlichtingsdenken. Zo omschreef de Franse filosoof Voltaire de middeleeuwen als "ces tristes temps" (de droevige tijden) en "siècle  d’ignorance" (de tijd van onwetendheid). Thomas Hobbes sprak op zijn beurt over een "koninkrijk van duisternis". De Britse historicus Edward Gibbon had het in zijn The History of the Decline and Fall of the Roman Empire over de “donkerheid van de middeleeuwen”. Hierdoor begonnen de termen middeleeuwen en de donkere middeleeuwen (Engels: Dark Ages) uit te groeien tot synoniemen.

## Modern gebruik
Door hernieuwd en grondiger onderzoek ontstond er in de negentiende eeuw een beter beeld van de middeleeuwen en raakte de terminologie in onbruik. De term "donkere middeleeuwen" ijlde nog na in de Angelsaksische wereld als aanduiding van de periode uit de Engelse geschiedenis van voor de Normandische verovering van Engeland in 1066. Op termijn bleek deze term hier ook niet langer houdbaar en gebruikten Angelsaksische historici voor deze periode alleen nog de aanduiding "vroege middeleeuwen". Moderne historici gebruiken de term dan ook nauwelijks meer vanwege het waardeoordeel dat de term "donkere middeleeuwen" met zich meebrengt.
Ondanks dat de term in de wetenschap in onbruik is geraakt ijlt de connotatie nog na in het publieke debat. De termen "middeleeuwen" en "middeleeuws" worden vaak gebruikt op dingen die mensen als achterhaald en conservatief zien. De verwijzing naar de donkere middeleeuwen in het publieke debat is dan ook een voorbeeld van vooruitgangsdenken.